# Naturpark Hessischer Spessart

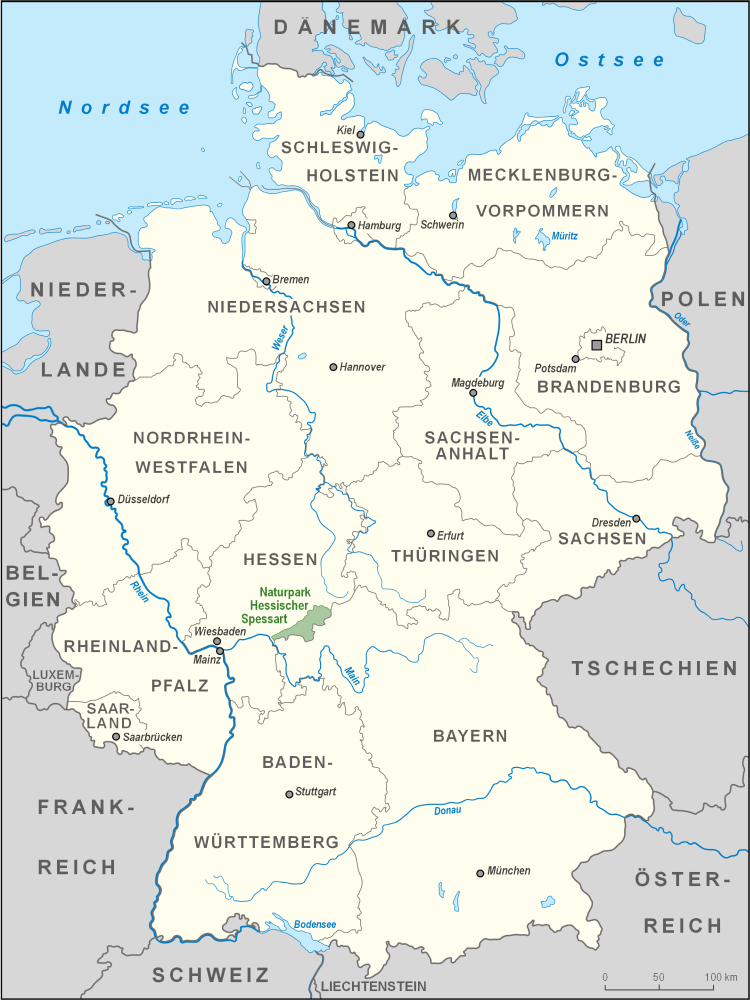
Lage des Naturpark Hessischer Spessart

Der Naturpark Hessischer Spessart wurde 1963 gegründet und erstreckt sich über 940 km². Davon sind etwa 60 Prozent bewaldet, überwiegend mit Eichen und Buchen.
Der Spessart ist ein Mittelgebirge, das im Wesentlichen durch drei Flüsse eingefasst wird, vom Main zwischen Gemünden und Hanau, von der Kinzig im Norden und von der Sinn im Nordosten. Er ist eines der größten zusammenhängenden Waldgebiete in Deutschland und erstreckt sich in den beiden Bundesländern Bayern und Hessen. Südlich des Hessischen Spessart liegt der Bayerische Spessart, der bereits 1960 gegründete Naturpark Spessart (1710 km²).

## Träger

Wappen des Naturpark Hessischer Spessart

Träger des Naturparks Hessischer Spessart ist der gleichnamige Zweckverband aus Städten, Gemeinden und dem Main-Kinzig-Kreis.